# Sound system

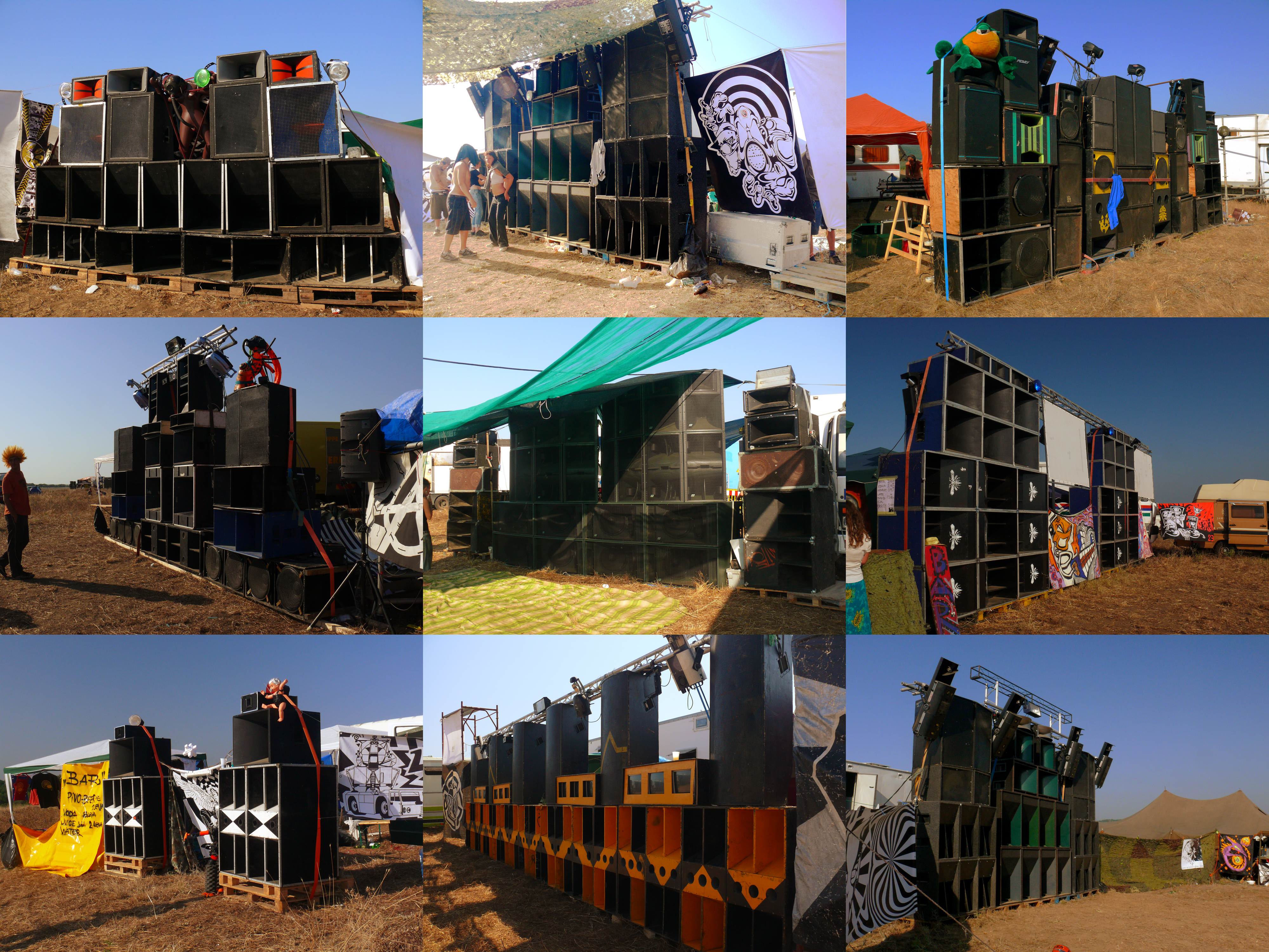
Collage de sound systems

Un sound system o sistema de so és un grup de discjòqueis i enginyers d'àudio que contribueixen i treballen de forma conjunta, reproduint i produint música a través d'un gran sistema de reforç de so o sistema PA, normalment per a un esdeveniment de ball o festa.